# 1964
Il 1964 (MCMLXIV in numeri romani) è un anno bisestile del XX secolo.

## Eventi
- Lo scrittore statunitense Saul Bellow (Premio Nobel nel 1976) dà alle stampe Herzog.
- Penzias e Wilson scoprono la radiazione cosmica di fondo.
- II Giochi paralimpici estivi a Tokyo
- Giochi Olimpici invernali a Innsbruck (A)
- John George Kemeny e Thomas Eugene Kurtz sviluppano il linguaggio di programmazione BASIC.
- Sergio Leone gira il film Per un pugno di dollari.
- Sudafrica – Nelson Mandela viene condannato all'ergastolo.
- XVIII Giochi Olimpici estivi a Tokyo
- La pallavolo è inclusa tra gli sport olimpici.
- Tecnologia – Prove di connessione con il sistema di videotelefonia Picturephone fra Washington, New York e Chicago.
- La Ferrero di Alba lancia sul mercato la Nutella.
- Disegno industriale – Gae Aulenti progetta la serie di arredi da giardino Locus Solus
- Vengono intrapresi gli scavi archeologici a Tell Mardikh in Siria, che porteranno alla scoperta del centro urbano di Ebla.

### Gennaio
- 5 gennaio – Gerusalemme: primo incontro tra i capi delle chiese cattolica (Paolo VI) e ortodossa (Atenagora I) dopo 400 anni.
- 11 gennaio: il capo del dipartimento della Salute pubblica degli Stati Uniti, Luther Terry, dichiara pubblicamente che il fumo di sigaretta è legato al cancro ai polmoni.
- 12 gennaio
  - Italia: contraria alla collaborazione con la Democrazia Cristiana, la componente marxista del Partito Socialista Italiano dà vita al PSIUP.
  - Africa: rivoluzione di Zanzibar
- 22 gennaio – Zambia: Kenneth Kaunda è eletto come primo primo ministro del paese.
- 29 gennaio: iniziano i Giochi Olimpici invernali presso Innsbruck, Austria.

### Febbraio
- Febbraio – Vietnam: massicci bombardamenti sul Vietnam del Nord da parte di caccia statunitensi. Truppe d'invasione sbarcano a Đà Nẵng, nel Vietnam del Sud come presidio alla base aerea.
- 9 febbraio – i Beatles debuttano al Ed Sullivan Show, facendo 73 milioni di telespettatori.
- 1º febbraio – Sanremo: alla quattordicesima edizione del Festival trionfa Gigliola Cinquetti con Non ho l'età (per amarti).
- 11 febbraio
  - Cipro: greci e turchi iniziano a combattere presso Limassol.
  - Taiwan taglia bruscamente le proprie relazioni con la Francia a causa del riconoscimento, da parte di quest'ultima, della Repubblica Popolare Cinese.
- 25 febbraio: Cassius Clay (Muhammad Ali) sconfigge Sonny Liston a Miami e si laurea campione del mondo dei pesi massimi.

### Marzo
- Marzo – Cipro: scontri fra la popolazione greca e turca. L'ONU decide di inviare un corpo di pace.
- 3 marzo – viene arrestato Felice Ippolito per presunte irregolarità gestionali nel CNEN.
- 6 marzo – Grecia: Costantino II diviene Re della Grecia, dopo la morte di suo padre Paolo.
- 19 marzo – aperta la circolazione nel Traforo del Gran San Bernardo, che collega l'Italia alla Svizzera.
- 21 marzo – l'Italia vince l'Eurovision Song Contest, ospitato a Copenaghen, Danimarca, con la canzone Non ho l'età (Per amarti) di Gigliola Cinquetti.
- 27 marzo – Terremoto di magnitudo 9.2 in Alaska.
- 29 marzo – Pasqua cattolica
- 29 marzo – da una nave ancorata al di fuori delle acque territoriali britanniche prende vita Radio Caroline, la prima stazione radio "libera" d'Europa.
- 31 marzo – Brasile: colpo di Stato militare e conseguente repressione politico-culturale, con l'instaurazione della dittatura militare brasiliana.

### Aprile
- 6 aprile – Buthan: Jigme Palden Dorji, premier bhutanese, viene assassinato da uno sconosciuto.
- 8 aprile – viene lanciato Gemini 1, il primo veicolo spaziale senza equipaggio dell'omonima serie.
- 11 aprile – Brasile: il Congresso elegge Humberto Castelo Branco come presidente.
- 20 aprile – il presidente degli Stati Uniti Lyndon Johnson e quello dell'URSS Nikita Chruščëv si accordano per un reciproco taglio alla produzione di materiale nucleare.
- 26 aprile – Tanzania: il Tanganica e la Repubblica Popolare di Zanzibar si uniscono in un unico Stato, dando vita alla Repubblica di Tanzania.

### Maggio
- 1º maggio
  - alle ore 4:00 all'università di Dartmouth, su un calcolatore GE-225, i professori Kemeny e Kurtz fanno girare il primo linguaggio semplificato per computer, si chiama "Beginner's All purpose Symbolic Istruction Code", semplificato in "BASIC", successivamente l'università insistette perché nel nome venga inserito il suo nome e allora fu ribattezzato "Dartmouth BASIC".
  - Egitto: il presidente sovietico Nikita Chruščëv e quello egiziano, Nasser, inaugurano la diga di Assuan.
- 14 maggio – Corleone: viene arrestato dai carabinieri il capo di Cosa nostra, Luciano Liggio, latitante da 16 anni.
- 24 maggio – Ernesto Olivero insieme ad alcuni giovani piemontesi fonda il Sermig.
- 27 maggio - Colombia: scoppia la guerra civile tra le forze governative e i principali gruppi guerriglieri di estrema sinistra(FARC, ELN).
- 28 maggio – Israele – a Gerusalemme viene fondata l'OLP.

### Giugno
- Giugno – Stati Uniti: approvata una legge federale contro la segregazione razziale; alcuni stati del sud, tra cui l'Alabama ed il Mississippi la respingono.
- 12 giugno – Sudafrica: Nelson Mandela e altre sette persone vengono condannate al carcere a vita.
- 14 giugno – Somalia: Abdirizak Haji Hussein diventa Primo Ministro.
- 18 giugno – Italia: muore l'artista ed incisore Giorgio Morandi.
- 21 giugno – Europei di calcio: la Spagna batte l'URSS 2 a 1 e vince il torneo.
- 26 giugno – Italia: cade il primo governo Moro, che non ottiene il voto di fiducia sull'approvazione di una legge a favore delle scuole private. La crisi politica apre la strada a un tentativo di golpe ordito dal generale Giovanni de Lorenzo, il Piano Solo: nel giorno delle dimissioni di Moro, De Lorenzo consegna ai capi delle tre divisioni dell'Arma un progetto che prevede l'occupazione delle grandi città e la repressione e il confino in Sardegna degli oppositori politici.

### Luglio
•  4 luglio - Rhodesia: inizia la guerra civile contro il dominio coloniale britannico.
- 6 luglio – esce il film A Hard Day's Night, il primo film dei Beatles.
- 15 luglio – Europa: la Corte di Giustizia delle Comunità europee pronuncia una sentenza, in riferimento al caso Costa contro Enel in cui dichiara la prevalenza del diritto comunitario sul diritto interno.

### Agosto
- Agosto – Stati Uniti: il Senato concede pieni poteri al presidente Lyndon Johnson per un intervento militare in Indocina.
- 4 agosto – Golfo del Tonchino, Vietnam: due cacciatorpediniere americane vengono attaccate da alcune motovedette nord vietnamite. L'incidente del Tonchino sarà il pretesto per l'inizio della Guerra del Vietnam.
- 10 agosto - Italia: dopo essere stato colpito da una trombosi cerebrale il 7 agosto e accertata la sua condizione d'impedimento temporaneo, il presidente della Repubblica Antonio Segni viene sostituito nelle funzioni ordinarie di supplente da Cesare Merzagora, presidente del Senato.
- 18 agosto – il Comitato Olimpico Internazionale bandisce il Sudafrica dai giochi olimpici di Tokyo a causa della segregazione razziale.
- 21 agosto – Jalta, Unione Sovietica: muore il segretario del Partito Comunista Italiano Palmiro Togliatti.
- 25 agosto – Roma: i funerali di Palmiro Togliatti in Piazza San Giovanni sono seguiti da più di un milione di persone. Il suo successore alla guida del PCI è Luigi Longo.

### Settembre
- Italia: l'Alto Adige è scosso da una serie di attentati. Viene arrestato il capo dell'estremismo sudtirolese, Georg Klotz.
- 14 settembre – inizia la terza fase del Concilio Vaticano Secondo.
- 18 settembre – Città del Vaticano: papa Paolo VI riceve la visita di Martin Luther King.
- 21 settembre – Malta ottiene l'indipendenza dal Regno Unito.
- 24 settembre – Stati Uniti, La Commissione Warren pubblica il rapporto sull'attentato a John Fitzgerald Kennedy. L'unico colpevole è Lee Harvey Oswald.

### Ottobre
- Ottobre – Jean-Paul Sartre rifiuta il Premio Nobel per la letteratura
- 4 ottobre – Firenze: inaugurata da Aldo Moro con una solenne cerimonia l'Autostrada del Sole, una delle opere pubbliche più imponenti mai realizzate in Italia.
- 14 ottobre – Unione Sovietica: Leonid Il'ič Brežnev diventa segretario generale del PCUS, succedendo a Nikita Chruščëv. Aleksej Kosygin diventa primo ministro.
- 16 ottobre – Cina: Primo test di un ordigno nucleare cinese a Lop Nur.
- 24 ottobre – La Rhodesia Settentrionale ottiene l'indipendenza dal Regno Unito. Nasce lo Zambia.

### Novembre
- Novembre – Stati Uniti: confermato alla carica di presidente Lyndon Johnson.
- 1º novembre
  - Viene inaugurata la Metropolitana di Milano con la prima linea.
  - Le forze del Vietnam del Nord attaccano la base aerea di Bien Hoa uccidendo 4 uomini di servizio, ferendone 72 e distruggendo 5 bombardieri B-57.
- 5 novembre – viene lanciata la seconda sonda diretta verso Marte, nell'ambito della prima missione americana di tale genere: la Mariner 3. La missione, però, fallirà.
- 21 novembre – Concilio Vaticano Secondo: chiude il terzo periodo e vengono promulgati 3 documenti, tra cui il Lumen Gentium. Durante la messa del 13 novembre  Paolo VI rinunciava all'uso della tiara.
- 23 novembre – Aeroporto di Fiumicino, Roma: un Boeing 707 della compagnia aerea americana TWA con a bordo 73 persone tra equipaggio e passeggeri e diretto ad Atene fallisce il decollo e, nel tentativo di sterzare a fine pista, urta un veicolo per la manutenzione e prende fuoco. I morti sono 50 e i sopravvissuti 23.
- 28 novembre – viene lanciata la terza sonda diretta verso Marte, e la missione americana Mariner 4, al suo secondo tentativo, finirà con un successo: il 14 luglio 1965 la sonda raggiunge il pianeta ed invierà alla Terra un totale di 21 foto
- 30 novembre – viene lanciata la quarta sonda diretta verso Marte, ma la missione russa Zond 2 fallisce: pur raggiungendo il pianeta non riesce a recuperare i dati della sonda.

### Dicembre
- 12 dicembre – il Kenya diventa una repubblica con Jomo Kenyatta presidente.
- 15 dicembre – viene lanciato il primo satellite italiano, il San Marco 1 dal poligono di Wallops Island, Virginia.
- 28 dicembre – Italia: Giuseppe Saragat è eletto presidente della Repubblica Italiana al 21º scrutinio.

## Nati
Ci sono circa 4 030 voci su persone nate nel 1964; vedi la pagina Nati nel 1964 per un elenco descrittivo o la categoria Nati nel 1964 per un indice alfabetico.

## Morti
Ci sono circa 1 020 voci su persone morte nel 1964; vedi la pagina Morti nel 1964 per un elenco descrittivo o la categoria Morti nel 1964 per un indice alfabetico.

## Calendario
| Calendario 1964 | Calendario 1964 | Calendario 1964 | Calendario 1964 | Calendario 1964 | Calendario 1964 | Calendario 1964 | Calendario 1964 | Calendario 1964 | Calendario 1964 | Calendario 1964 | Calendario 1964 | Calendario 1964 | Calendario 1964 | Calendario 1964 | Calendario 1964 | Calendario 1964 | Calendario 1964 | Calendario 1964 | Calendario 1964 | Calendario 1964 | Calendario 1964 | Calendario 1964 | Calendario 1964 | Calendario 1964 | Calendario 1964 | Calendario 1964 | Calendario 1964 | Calendario 1964 | Calendario 1964 | Calendario 1964 | Calendario 1964 | Calendario 1964 |
| --------------- | --------------- | --------------- | --------------- | --------------- | --------------- | --------------- | --------------- | --------------- | --------------- | --------------- | --------------- | --------------- | --------------- | --------------- | --------------- | --------------- | --------------- | --------------- | --------------- | --------------- | --------------- | --------------- | --------------- | --------------- | --------------- | --------------- | --------------- | --------------- | --------------- | --------------- | --------------- | --------------- |
|                 | 1               | 2               | 3               | 4               | 5               | 6               | 7               | 8               | 9               | 10              | 11              | 12              | 13              | 14              | 15              | 16              | 17              | 18              | 19              | 20              | 21              | 22              | 23              | 24              | 25              | 26              | 27              | 28              | 29              | 30              | 31              |                 |
| Gennaio         | Me              | Gi              | Ve              | Sa              | Do              | Lu              | Ma              | Me              | Gi              | Ve              | Sa              | Do              | Lu              | Ma              | Me              | Gi              | Ve              | Sa              | Do              | Lu              | Ma              | Me              | Gi              | Ve              | Sa              | Do              | Lu              | Ma              | Me              | Gi              | Ve              |                 |
| Febbraio        | Sa              | Do              | Lu              | Ma              | Me              | Gi              | Ve              | Sa              | Do              | Lu              | Ma              | Me              | Gi              | Ve              | Sa              | Do              | Lu              | Ma              | Me              | Gi              | Ve              | Sa              | Do              | Lu              | Ma              | Me              | Gi              | Ve              | Sa              |                 |                 |                 |
| Marzo           | Do              | Lu              | Ma              | Me              | Gi              | Ve              | Sa              | Do              | Lu              | Ma              | Me              | Gi              | Ve              | Sa              | Do              | Lu              | Ma              | Me              | Gi              | Ve              | Sa              | Do              | Lu              | Ma              | Me              | Gi              | Ve              | Sa              | Do              | Lu              | Ma              |                 |
| Aprile          | Me              | Gi              | Ve              | Sa              | Do              | Lu              | Ma              | Me              | Gi              | Ve              | Sa              | Do              | Lu              | Ma              | Me              | Gi              | Ve              | Sa              | Do              | Lu              | Ma              | Me              | Gi              | Ve              | Sa              | Do              | Lu              | Ma              | Me              | Gi              |                 |                 |
| Maggio          | Ve              | Sa              | Do              | Lu              | Ma              | Me              | Gi              | Ve              | Sa              | Do              | Lu              | Ma              | Me              | Gi              | Ve              | Sa              | Do              | Lu              | Ma              | Me              | Gi              | Ve              | Sa              | Do              | Lu              | Ma              | Me              | Gi              | Ve              | Sa              | Do              |                 |
| Giugno          | Lu              | Ma              | Me              | Gi              | Ve              | Sa              | Do              | Lu              | Ma              | Me              | Gi              | Ve              | Sa              | Do              | Lu              | Ma              | Me              | Gi              | Ve              | Sa              | Do              | Lu              | Ma              | Me              | Gi              | Ve              | Sa              | Do              | Lu              | Ma              |                 |                 |
| Luglio          | Me              | Gi              | Ve              | Sa              | Do              | Lu              | Ma              | Me              | Gi              | Ve              | Sa              | Do              | Lu              | Ma              | Me              | Gi              | Ve              | Sa              | Do              | Lu              | Ma              | Me              | Gi              | Ve              | Sa              | Do              | Lu              | Ma              | Me              | Gi              | Ve              |                 |
| Agosto          | Sa              | Do              | Lu              | Ma              | Me              | Gi              | Ve              | Sa              | Do              | Lu              | Ma              | Me              | Gi              | Ve              | Sa              | Do              | Lu              | Ma              | Me              | Gi              | Ve              | Sa              | Do              | Lu              | Ma              | Me              | Gi              | Ve              | Sa              | Do              | Lu              |                 |
| Settembre       | Ma              | Me              | Gi              | Ve              | Sa              | Do              | Lu              | Ma              | Me              | Gi              | Ve              | Sa              | Do              | Lu              | Ma              | Me              | Gi              | Ve              | Sa              | Do              | Lu              | Ma              | Me              | Gi              | Ve              | Sa              | Do              | Lu              | Ma              | Me              |                 |                 |
| Ottobre         | Gi              | Ve              | Sa              | Do              | Lu              | Ma              | Me              | Gi              | Ve              | Sa              | Do              | Lu              | Ma              | Me              | Gi              | Ve              | Sa              | Do              | Lu              | Ma              | Me              | Gi              | Ve              | Sa              | Do              | Lu              | Ma              | Me              | Gi              | Ve              | Sa              |                 |
| Novembre        | Do              | Lu              | Ma              | Me              | Gi              | Ve              | Sa              | Do              | Lu              | Ma              | Me              | Gi              | Ve              | Sa              | Do              | Lu              | Ma              | Me              | Gi              | Ve              | Sa              | Do              | Lu              | Ma              | Me              | Gi              | Ve              | Sa              | Do              | Lu              |                 |                 |
| Dicembre        | Ma              | Me              | Gi              | Ve              | Sa              | Do              | Lu              | Ma              | Me              | Gi              | Ve              | Sa              | Do              | Lu              | Ma              | Me              | Gi              | Ve              | Sa              | Do              | Lu              | Ma              | Me              | Gi              | Ve              | Sa              | Do              | Lu              | Ma              | Me              | Gi              |                 |

## Premi Nobel
In quest'anno sono stati conferiti i seguenti Premi Nobel:
- per la Pace: Martin Luther King
- per la Letteratura: Jean-Paul Sartre
- per la Medicina: Konrad Bloch, Feodor Lynen
- per la Fisica: Nikolaj Gennadievič Basov, Aleksandr Mikhailovich Prokhorov, Charles Hard Townes
- per la Chimica: Dorothy Crowfoot Hodgkin

## Sport
- 25 febbraio, Miami Beach – Muhammad Ali, ancora noto come Cassius Clay, sconfigge Sonny Liston in un incontro di pugilato valido per il titolo mondiale dei pesi massimi: all'indomani assumerà il nome islamico.
- 27 maggio, Vienna – L'Internazionale succede ai concittadini del Milan nell'albo d'oro della Coppa Campioni: l'avversario sconfitto in finale è il Real Madrid.
- 7 giugno, Roma – Per la prima ed unica volta nella sua storia, la Serie A assegna lo Scudetto tramite uno spareggio: il Bologna prevale sull'Inter, diventando campione d'Italia.
- 21 giugno, Madrid – La seconda edizione del Campionato d'Europa per nazioni è vinta dalla Spagna, che batte l'Unione Sovietica.
- 10 ottobre – 24 ottobre, Tokyo – La capitale giapponese ospita i Giochi olimpici estivi, giunti alla diciottesima edizione.